# Bart Vertenten
Bart Vertenten (Beveren, 13 de mayo de 1988) es un árbitro de fútbol belga. Es internacional FIFA y de la UEFA desde 2014. También, dirige partidos en la Jupiler Pro League.
El 4 de agosto de 2012 arbitró su primer partido en la primera división belga. El partido entre Cercle Brugge y KV Kortrijk terminó en una victoria 1-2 de Kortrijk. Mostró dos tarjetas amarillas y una roja. Dada su participación en este duelo, se convirtió en el árbitro más joven de la liga Belga.

## Internacional
| Fecha              | Lugar                  | Partido                 | Resultados | Competición | Amonestado | Otorgado · Otorgado otra vez · Expulsado | Expulsado |
| ------------------ | ---------------------- | ----------------------- | ---------- | ----------- | ---------- | ---------------------------------------- | --------- |
| 5 de marzo de 2014 | Luxemburgo, Luxemburgo | Luxemburgo – Cabo Verde | 0 – 0      | Amistoso    | 0          | 0                                        | 0         |
| 8 de junio de 2016 | Lisboa, Portugal       | Portugal – Estonia      | 7 – 0      | Amistoso    | 1          | 0                                        | 0         |